# Karabinier

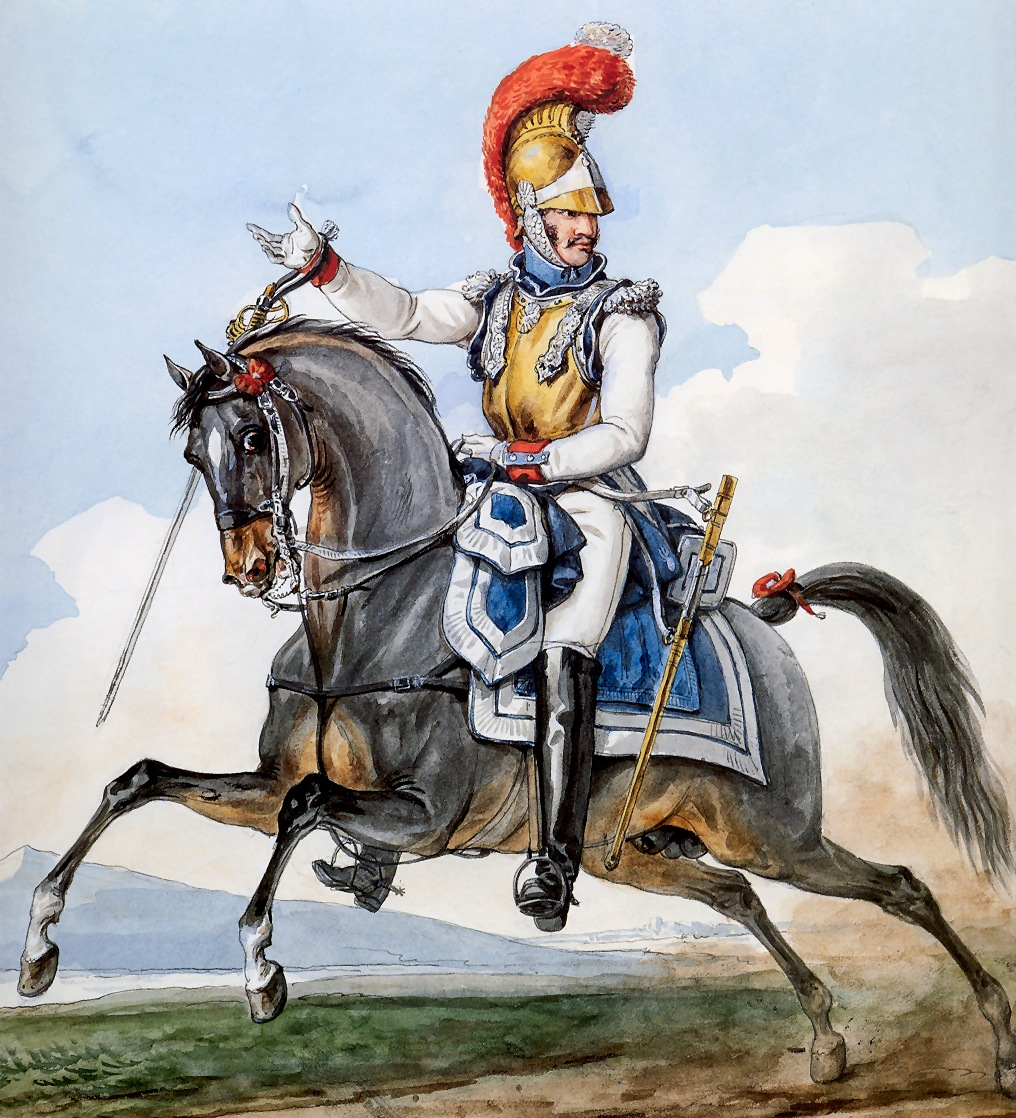
Officier van het 1e Karabiniersregiment, Frankrijk 1810-1815 (door Carle Vernet)

Karabiniers waren cavaleriesoldaten gewapend met een karabijn (een kort geweer) en later met geweer en bajonet. 
Karabiniers konden ook gezien worden als bereden infanterie aangezien ze het paard gebruikten voor grote mobiliteit en dan vaak afstapten om te voet te vechten. Er vochten veel karabiniers tijdens de napoleontische oorlogen, waaronder de Slag bij Waterloo, en vele andere 19e-eeuwse conflicten. Karabiniers verschilden van land tot land en van tijd tot tijd maar waren over het algemeen middelzware cavalerie, vergelijkbaar in bewapening en rol met dragonders.